# Южен окръг (Израел)
Южния окръг (Иврит: מחוז הדרום, Meḥoz HaDarom; Арабски: لواء الجنوب) е един от 6-те окръга в Израел, най-голям по площ (14 185 km2) с население от 1 302 000 души (по оценка от декември 2018 г.). което го прави окръгът с най-ниска гъстота (97.79 души/km2). Региона обхваща по-голямата част от пустинята Негев и Уади ал-Араба. Региона граничи с окръг Иерусалим на север, Централен окръг на северозапад, ивицата Газа и Египет на запад, Червено море и Саудитска Арабия на юг, Йордания на изток и Западния бряг на североизток. Административен център е град Беер Шева, но най-голям е град Ашдод.

## Местни власти
| Подокръзи | Подокръзи | Подокръзи |
| --- | --- | --- |
| - Ашкелон - Беер Шева                                                                                                | | |
| Градове | Местни общини | Регионални общини |
| - Арад - Ашдод - Ашкелон - Беер Шева - Димона - Ейлат - Кирят Гат - Кирят Малахи - Нетивот - Офаким - Рахат - Шдерот | - Ар'ара бар Негев - Хура - Ксейфе - Лакия - Лехавим - Мейтар - Мицпе Рамон - Омер - Шакиб ал-Салам - Тел ас-Саби - Йерухам | - Ал-Касом - Беер Товия - Бнай Шимон - Централна Арабска долина - Ешкол - Хевел Ейлат - Хоф Ашкелон - Лахиш - Мерхавим - Неве Мидбар - Рамат ха Негев - Шдот Негев - Шаар ха Негев - Шафир - Тамар - Йоав |

## Население
Населението на окръга през декември 2018 година е 1 302 000 души, от тях 936 389 са евреи, 210 903 са араби, а 91 592 жители са от други етнически групи.

## Война между Израел и Хамас
Южният окръг е единственият, който граничи с ивицата Газа. Съответно в неговите северозападни части, включително град Шдерот, бяха извършени атаките на 7 октомври 2023 от Хамас.